# Polskie odznaczenia kościelne
Odznaczenia kościelne – wyróżnienia ustanawiane przez kościoły - najczęściej przez biskupów ordynariuszy lub zakony.

## Rzymskokatolickie

### Odznaczenia Ordynariatu Polowego
- Komandoria Krzyża „W Służbie Bogu i Ojczyźnie” (nadawany przez Ordynariat Polowy WP)
- Medal „Kapituła Katedry Polowej - Zasłużonym” (nadawany przez Ordynariat Polowy WP)
- Krzyż Biskupa Polowego Deo et Patriae (nadawany przez Ordynariat Polowy WP)
- Medal „Milito Pro Christo” (nadawany przez Ordynariat Polowy WP)
- Medal "W Służbie Bogu i Ojczyźnie" (nadawany przez Ordynariat Polowy WP)
- Medal Błogosławionego ks. Jerzego Popiełuszki (nadawany przez Ordynariat Polowy WP)
- Medal „Gloria Intrepidis et Animi Promptis” (nadawany przez Ordynariat Polowy WP)
- Medal "Gloria Caritas" (nadawany przez Ordynariat Polowy WP)
- Krzyż XXX-lecia Ordynariatu Polowego (nadawany przez Ordynariat Polowy WP)
- Medal Pamiątkowy "Ordynariat Polowy w Służbie Bogu i Ojczyźnie" (nadawany przez Ordynariat Polowy WP)

### Inne odznaczenia rzymskokatolickie
- Medal Benemerenti in Opere Evangelizationis
- Medal "Benemerenti pro parochia" (parafia pw. Podwyższenia Krzyża Świętego w Polanowie)
- Medal „Bene Merito” (parafia pw. św. Stanisława w Gdańsku)
- Medal „Prodesse Auso” (diecezja warmińsko-mazurska)
- Medal Prymasowski „Za zasługi dla Kościoła i Narodu”
- Medal Prymasowski „Zasłużonemu w posłudze dla Kościoła...”
- Medal Prymasowski „PRO OPERE POLITISSIMA ARTE PERFECTO”
- Krzyż „Dobrze Zasłużonemu dla Kościoła Łódzkiego...”
- Medal św. Jadwigi (archidiecezja wrocławska)
- Krzyż Prymasa 1000-lecia
- Krzyż Zasługi dla Bazyliki św. Brygidy w Gdańsku
- Krzyż „Zasłużony dla Kościoła i Ojczyzny” (diecezja zielonogórsko-gorzowska)
- Krzyż „Zasłużony dla Parafii św. Jadwigi Śląskiej we Wrocławiu-Leśnicy”
- Order Archidiecezji Rzymskokatolickiej Szczecińsko-Kamieńskiej
- Order Ecce Homo
- Order kanoniczek warszawskich
- Order Rycerstwa Jasnogórskiej Bogarodzicy (sanktuarium jasnogórskie)
- Order Gloria Polskiego Zwierzchnictwa Zakonu Rycerskiego Świętego Grobu Bożego w Jerozolimie[1]
- Order Miechowski
- Order św. Brygidy (bazylika św. Brygidy w Gdańsku)
- Wielki Order św. Zygmunta (diecezja płocka)
- Order św. Brunona z Kwerfurtu (diecezja łomżyńska)

## Polskokatolickie
- Gwiazda Narodzenia NMP
- Krzyż im. bp Franciszka Hodura
- Krzyż Polowy Kościoła Polskokatolickiego
- Medal Miłosierdzia Bożego
- Medal „Serce dla serc”

## Prawosławne
- Medal pamiątkowy Metropolity Sawy
- Order św. Marii Magdaleny
- Order św. Równych Apostołom Cyryla i Metodego
- Medal 30-lecia restytucji Prawosławnego Ordynariatu Wojska Polskiego (nadawany przez Ordynariusza)

## Ewangelickie
- Medal 100-lecia Ewangelickiego Duszpasterstwa Wojskowego